# RIM-156 standard
Le RIM-156 Standard (SM-2ER Block IV) est un missile américain longue portée utilisé par l'US Navy et produit par la firme Raytheon. Il est avec le RIM-66 et le SM-3 RIM-161, le seul système de missile surface-air de la marine américaine à l'heure actuelle. Il est embarqué sur les navires équipés du système de combat Aegis.

## Historique
L'Aegis est un système de combat antiaérien efficace. Mais il possède tout de même quelques lacunes. Parmi ces points négatifs, ce système de combat reposait sur le RIM-66 Standard SM-2MR, ce qui réduisait à 80 km sa portée efficace. Les États-Unis avaient converti de « vieux » bâtiments aptes à utiliser les RIM-2 Terrier et/ou les RIM-8 Talos en navires équipés du RIM-67 Standard, un missile destiné à remplacer les précédents afin de combler cette lacune.
La marine américaine avait initialement demandé la désignation RIM-68A pour le Bloc IV du missile dans la logique des RIM-66 et RIM-67. Toutefois, malgré la désignation des années 1960 « objectif initial-68 », le règlement de l'USAF ne permettait pas la réutilisation d'un ancien numéro de modèle. Par conséquent, la demande a été rejetée, et la désignation RIM-156A a été allouée au nouveau missile. Certaines sources semblent indiquer que SM-2ER Bloc IV est désigné RIM-67E, mais ce n'est pas correct. Au mieux, RIM-67E a été une brève désignation intérimaire avant l'affectation définitive du RIM-156 standard.
Ce missile reprit la dénomination de son prédécesseur de SM-2ER (Standard Missile - 2 Extended Range).
Des problèmes avec le nouveau booster ont considérablement retardé le programme, et le premier lancement n'eut lieu qu'en décembre 1992. Cela représentait environ 18 mois de retard sur le planning. En raison de ces pertes de temps, les capacités du RIM-156 n'ont d'abord pas été pleinement évaluées, et l'accent a été porté sur le développement de l'arme afin d'en faire un missile TBMD (Arme antimissile balistique, ce programme aboutira au RIM-161). Les essais du RIM-156 ont cependant continué et la COI (capacité opérationnelle initiale) de l'engin a finalement été déclarée en août 1999.
Aujourd'hui les navires équipés du RIM-67 ont été désarmés, il ne demeure en activité que les croiseurs de la classe Ticonderoga et les destroyers de la classe Arleigh Burke dotés du nouveau missile et de l'Aegis. Ce système d'armes des États-Unis est donc à présent apte à frapper des cibles aériennes à 185 km.

## Missile
Le missile possède deux étages :
- L'étage supérieur n'est rien d'autre que la partie supérieure d'un RIM-67 qui est elle-même un RIM-66 doté d'un moteur différent : le moteur à double poussée MK-56MR a été remplacé par un Atlantic Research Corp MK30 à combustibles solides.
- L'étage inférieur est un propulseur particulièrement compact qui remplace l'étage accélérateur du RIM-67 : le Hercules MK 12 du RIM-67 est remplacé sur les RIM-156 par le MK72 qui en plus d'être plus compact ne possède pas d'ailes, ce qui facilite son déploiement depuis des lanceurs VLS.

Le RIM-156A utilise également lors du lancement une poussée de guidage et de contrôle assurée par le dispositif VLS. Le missile lui-même est également amélioré, avec des modifications concernant :
- Le guidage
- une version mise à jour du MK45 MOD 10 ATS (appareillage de détection), pour améliorer les performances de l'arme afin de lutter contre celles des aéronefs hostiles.
- Une augmentation des capacités du missile dans un haut environnement ECM.

Le RIM-156A était aussi une étape de développement vers le RIM-156B une arme destinée à la lutte contre les menaces balistiques.
Le RIM-156B SM-2ER devait devenir la composante marine du système de défense contre les missiles balistiques (NATBMD) tout en conservant toutes les capacités antiaériennes de la version précédente. Il présentait un mode double RF / IIF (Radio Fréquence, imagerie infrarouge) récepteur, avait une version mise à jour de l'ogive MK125, et un renforcement du pilote automatique dans le cadre de ses nouvelles missions TBM (trajectoire de missile balistique). Le RIM-156B aurait dû être utilisé avec une modification du système d'armes AEGIS : l'adjonction de capacités de suivi de TBM. 
Les essais en vol ont débuté en 1994 et en janvier 1997, un missile balistique (une cible MGM-52) a été abattu par un RIM-156B  pour la première fois. L'EMD (Engineering and Manufacturing Development) de la phase de RIM-156B a duré jusqu'en décembre 2001, date à laquelle l'ensemble du programme NATBMD a été annulé. Les plans originaux avaient appelé à une date de CIO (capacité opérationnelle initiale) en 2003.
Un dérivé du RIM-156B est le RIM-161 standard SM-3 NTW (Navy Theater Wide), qui constitue un palier supérieur de défense contre les missiles balistiques. Un autre est le RIM-174 ERAM (SM-6) Extended Range Active missiles, dont le tout premier exemplaire a été livré en mars 2013.

## Sources
1. ↑  « Raytheon Delivers First SM-6 From State-of-the-Art Missile Plant », sur Raytheon, 22 mars 2013 (consulté le 24 mai 2013)